# Rabila frontalis
Rabila frontalis är en fjärilsart som beskrevs av Walker 1865. Rabila frontalis ingår i släktet Rabila och familjen nattflyn. Inga underarter finns listade.